# Burenville
Ne doit pas être confondu avec Burnenville.
Burenville est un quartier administratif de la ville de Liège, sur les hauteurs de la rive gauche de la Meuse, près de la commune de Saint-Nicolas.

## Toponymie
Son nom est une contraction de « Bure en Ville», une bure étant un puits de mine creusé pour extraire du charbon. Ce quartier est né du charbonnage, lié à la Société anonyme des Charbonnages Espérance et Bonne Fortune. Le charbonnage y cessera en 1974 avec la fermeture de « la bure aux choux ». Les derniers maraîchers de Burenville disparaissent à la construction de l'autoroute E25, du boulevard Carton de Wiart et Sainte-beuve, ainsi que des bâtiments sociaux entre 1950 et 1960.